# Weitra
Weitra či Vitoraz je historické městečko v Dolních Rakousích na řece Lužnici (Lainsitz) blízko českých hranic, centrum Vitorazska, s nímž kdysi patřilo k Českému království. Žije zde přibližně 2 700 obyvatel. Má přízvisko Kuenringerstadt (město Kuenringů).

## Dějiny

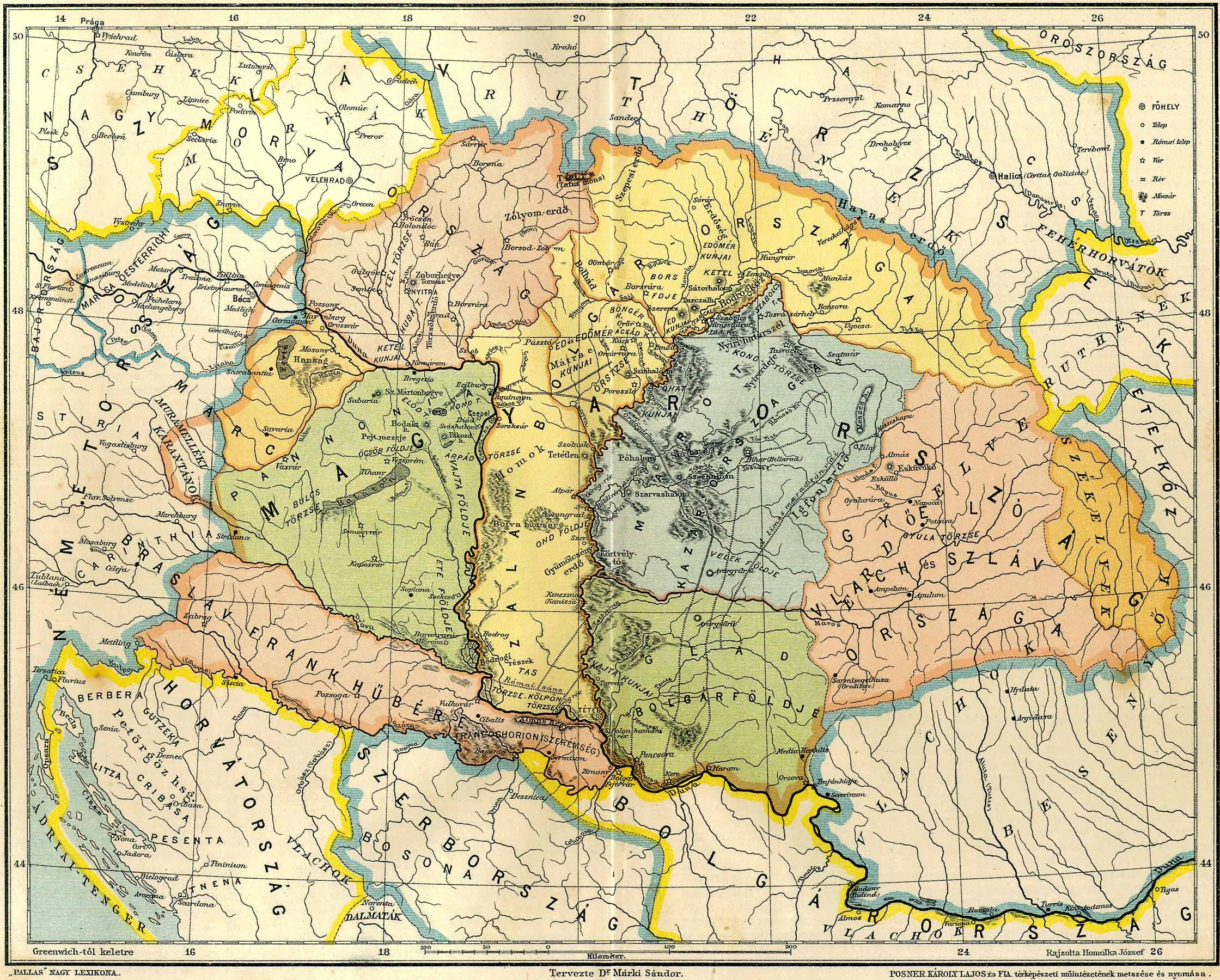
Weitra uvedena na mapě jako Výstrahy (podle Gesta Hungarorum)

V 1. stol. př. n. l. bylo Vitorazsko osídleno Kelty. V 7. a 8. století sem přicházeli slovanští kolonisté z Podunají a jižní Moravy. Název města pochází od Sv. Víta a franských Widonů (Widonen/Guidonen).
První zmínky o Vitorazi (Altweitra, Stará Vitoraz) pocházejí z 9. století, kdy po rozdělení Franské říše za Ludvíka I. Pobožného mezi jeho tři syny v roce 817 slovanská území Čech a Moravy připadla Ludvíku II. Němcovi. V roce 845 bylo v Řezně pokřtěno čtrnáct českých knížat, mezi nimi i vládce Vitorazi Slavitah, syn Vistrachův. Slavitah vyhnal svého bratra Čestibora do Lužice a jako samovládce léta vzdoroval Frankům.
V roce 857 proti němu král Ludvík vyslal biskupa Otgara z Eichstättu spolu s falckrabětem Hrudoltem a markrabětem Ernstem II. Mladším, kteří Vitoraz oblehli, dobyli a předali ji poslušnému Čestiborovi, navrátivšímu se z Lužice. Obnovená franská nadvláda přispěla ke germanizaci území; dřívější slovanská populace postupně téměř zcela vymizela.
Vitoraz (Weitra) byla založena v letech 1201–08 rakouským šlechticem Hadmarem II. z ministeriálního rodu Kuenringů (Künringů), tradičních přátel a leníků českých panovníků. Město bylo vystavěno se svolením českého krále na místě staršího slovanského sídliště jakožto sídlo plně německé (zbytky slovanského/českého obyvatelstva se však zde udržely až do 20. století). Právě postupující německá kolonizace Vitorazska, iniciovaná cisterciáckým klášterem ve Světlé (Zwettl), umožnila později vytržení této země ze svazku Čech. Po smrti krále Přemysla Otakara II. (1278) připadlo město i s celým Vitorazskem Habsburkům – Rudolf I. Habsburský si vydání území mocensky na Čechách vynutil; samo město pak bylo Kuenringům zkonfiskováno jako trest za jejich pomoc Přemyslu Otakarovi II. Roku 1581 Vitoraz římskoněmecký císař Rudolf II. zastavil Wolfovi z Wielrossu a po jeho smrti roku 1607 připadla rodu Fürstenberků, kterým zdejší zámek dodnes patří.
Tradičně zde bylo mnoho pivovarů a v 19. století vznikaly v okolí textilky. Roku 1903 se městys dočkal železničního spojení úzkorozchodnou tratí Gmünd–Gross-Gerungs, přesto zůstal mimo hlavní dopravní tepny. Roku 1920 bylo Vitorazsko rozděleno mezi Československo a Rakousko, nepříznivá poloha u hranic se zde zvlášť projevila po druhé světové válce, kdy byla hranice z české strany opevněna a zcela neprostupná.
V letech 1967 a 1971 byly k městysu správně připojeny blízké vsi Brühl, Wetzles, Wolfgers, Reinprechts, Spital a Sankt Wolfgang a vytvořily tak městskou obec.

## Obyvatelstvo
96 % obyvatel jsou katolíci, 1,3 % protestanti a počet obyvatel mírně klesá: ze 3 250 v roce 1971 na 3 095 v roce 1981 a 2 831 v roce 2005.

## Pamětihodnosti
Město založené na úpatí vrchu s hradem, později zámkem, si zachovalo svůj historický ráz. Téměř v úplnosti se dochovaly žulové hradby z konce 13. století (první zmínka o nich je z r. 1292) a jedna ze dvou původních bran, renesančně přestavěná Světelská brána (1526), symbol města. Na náměstí je několik renesančních měšťanských domů s černo-bílými sgrafity, slohově podobných domům v Jindřichově Hradci nebo v Prachaticích. Řada domů má středověké či renesanční jádro, ale fasádu pozdější, ze 17.–19. století. Ve východní části náměstí, poblíž ulice vedoucí k bráně, stojí barokní sloup svaté Trojice (1748).
Dále se tu nachází:
- Renesanční zámek, vybudovaný koncem 16. století na základech středověkého hradu, byl v baroku a rokoku přestavěn a po válečných devastacích obnoven jako muzeum[4]
- Asi 1 km od města na řece Lužnici je v bývalé textilce pozoruhodné textilní muzeum s ukázkami mechanických stavů, vzorníků i tkanin
- Barokní farní kostel sv. Petra a Pavla
- Gotický poutní kostel sv. Wolfganga v Sankt Wolfgangu

### Galerie

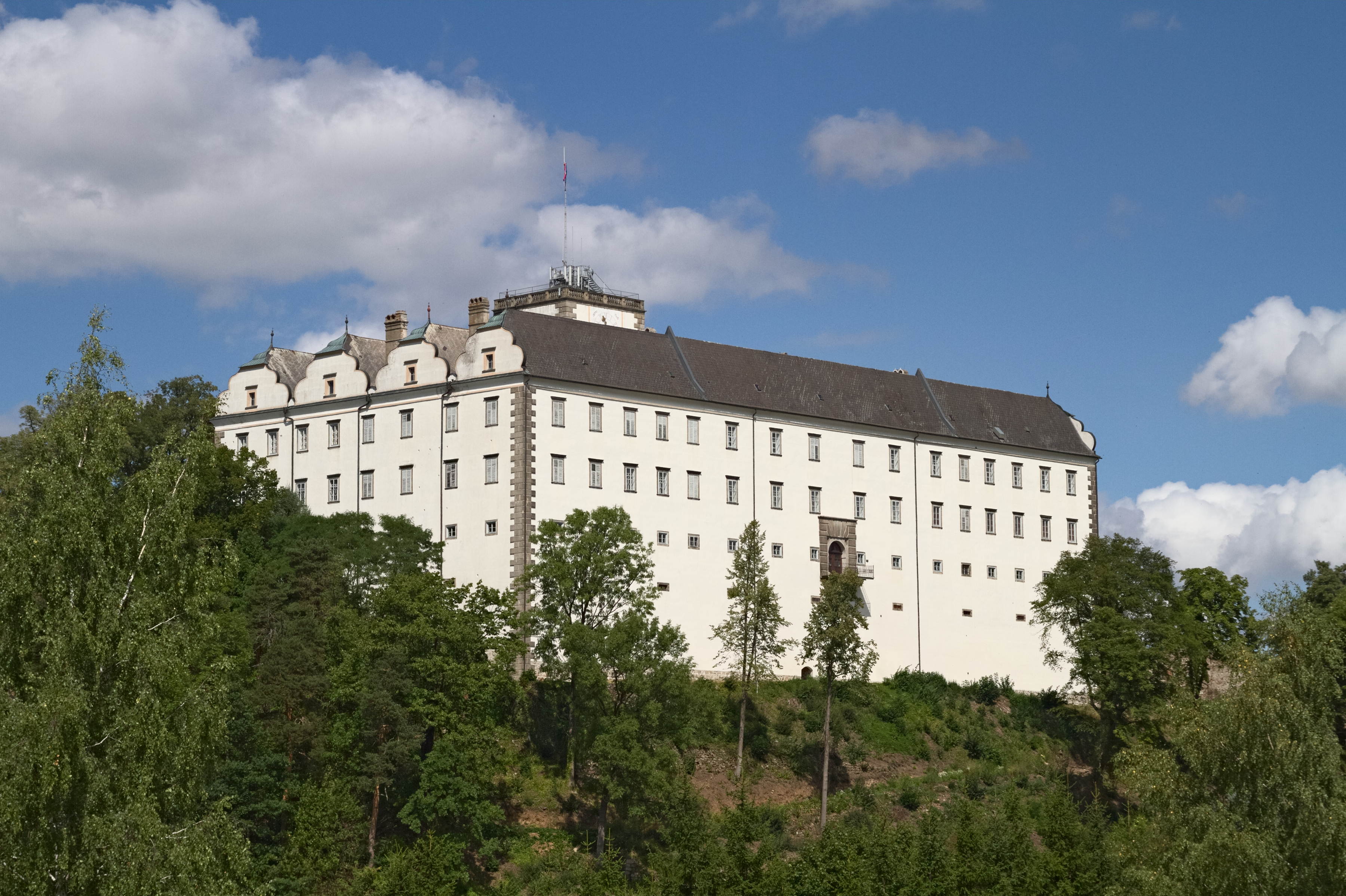
Zámek Weitra
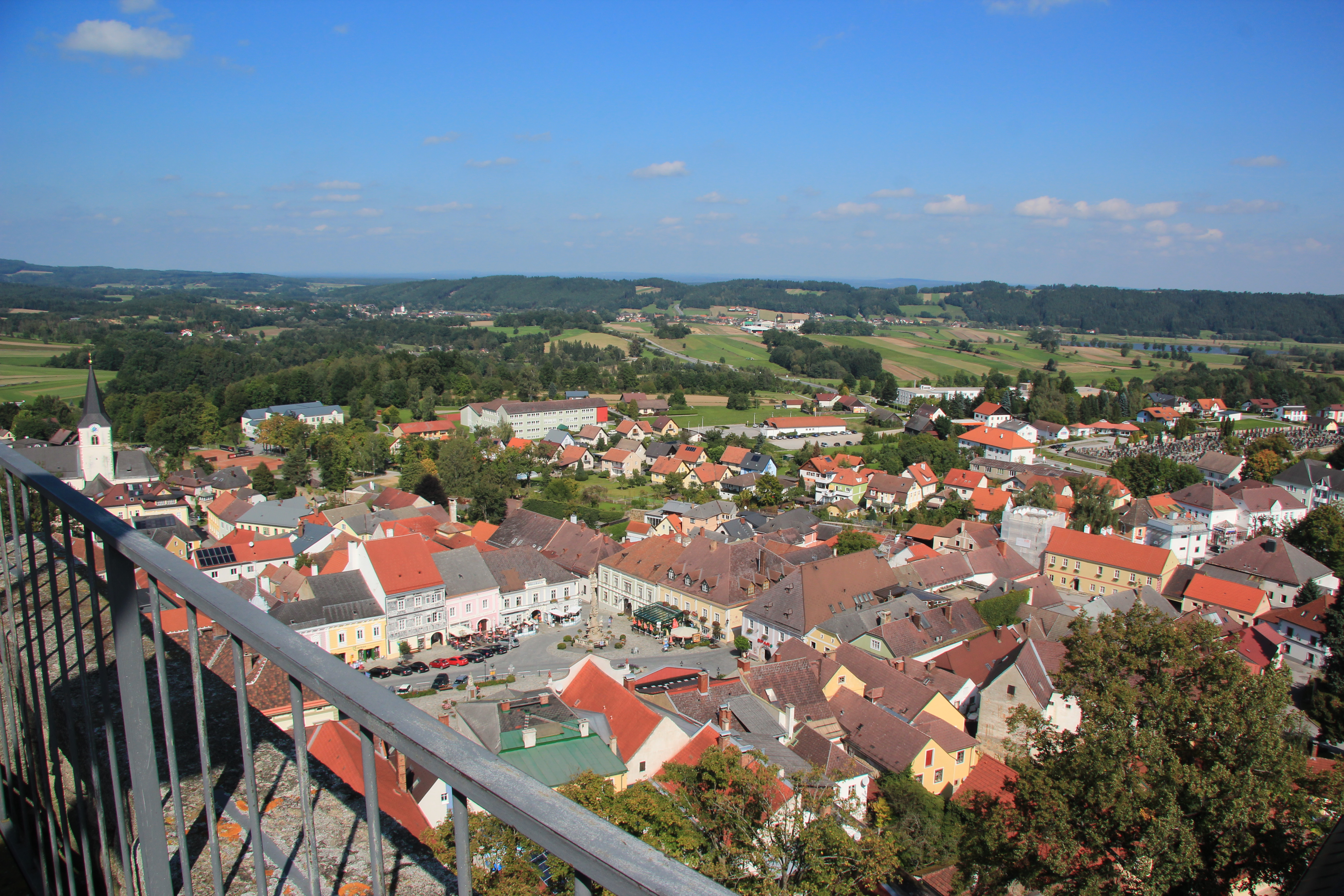
Pohled ze zámku
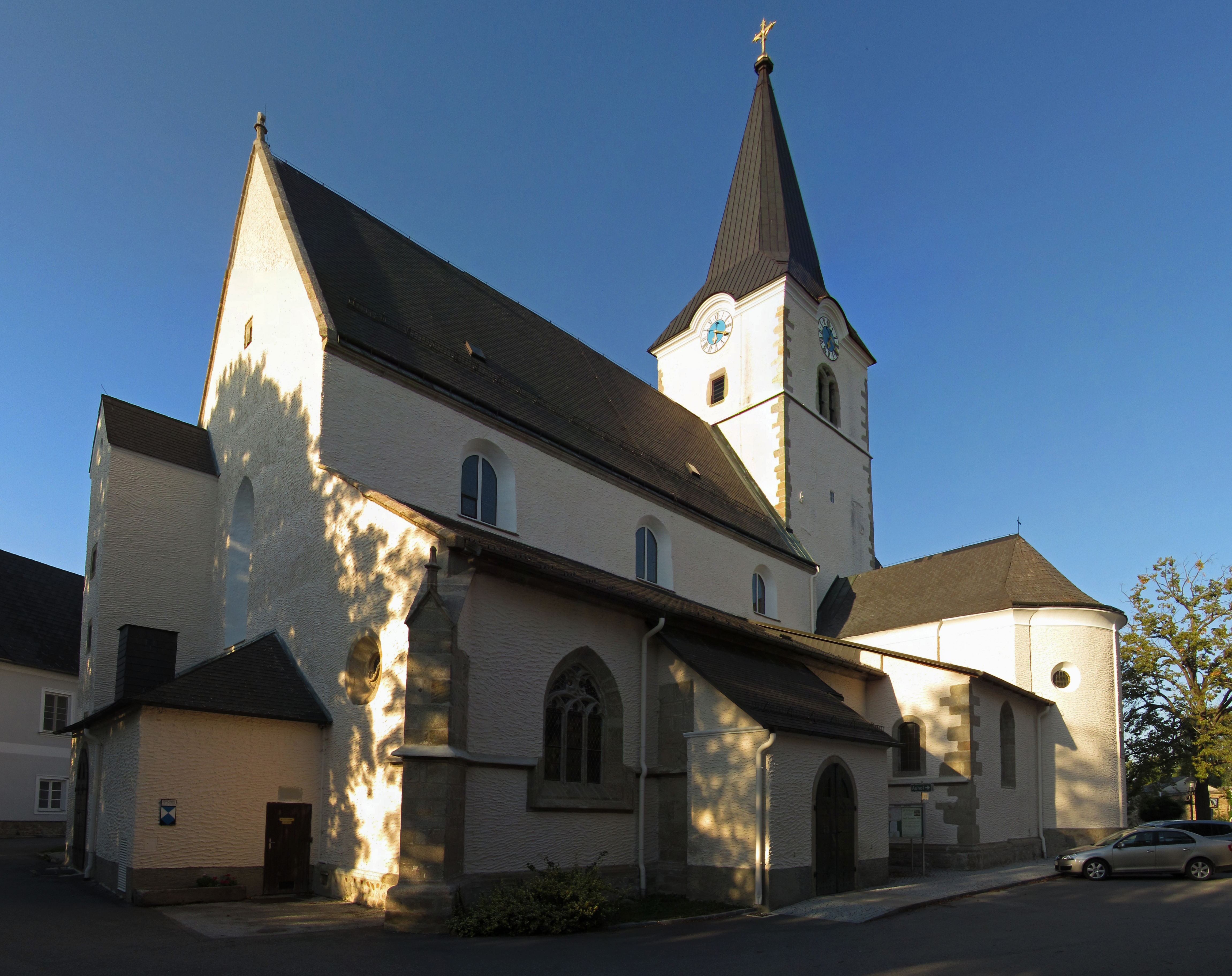
Kostel sv. Petra a Pavla
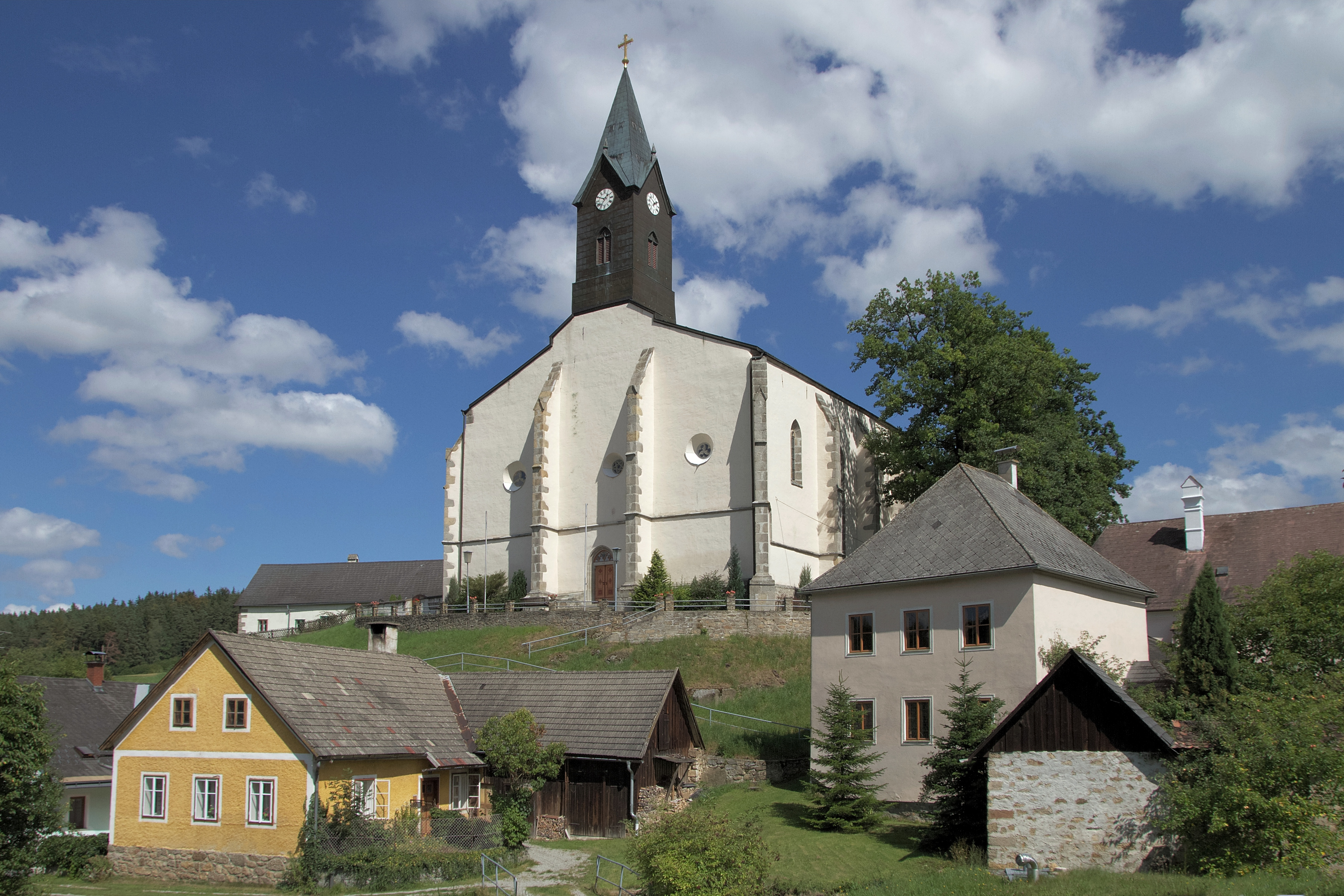
Kostel sv. Wolfganga
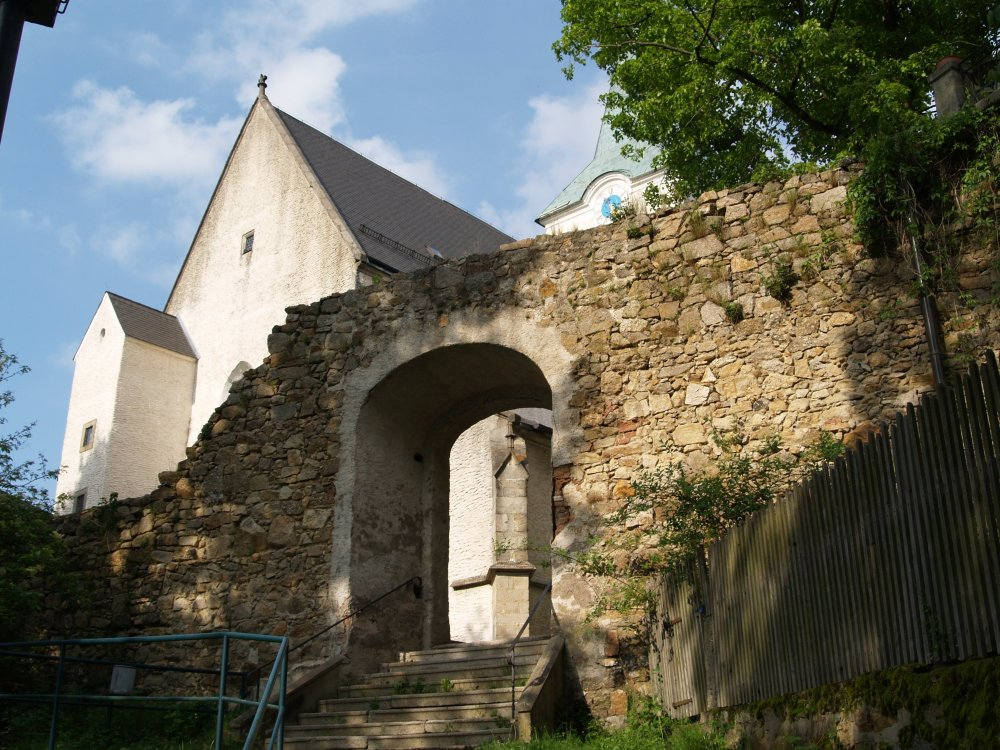
Středověké hradby s kostelem sv. Petra a Pavla v pozadí
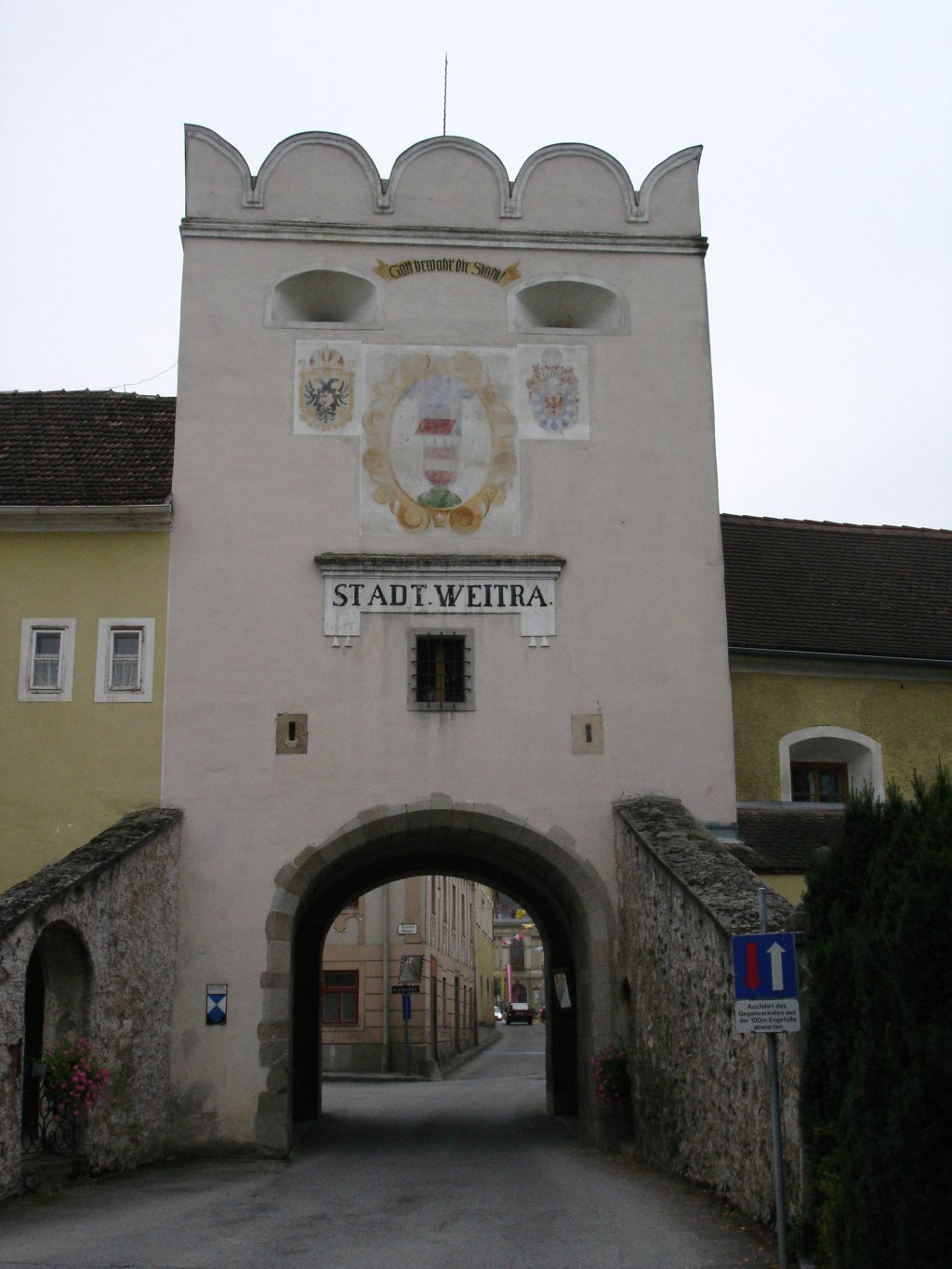
Světelská brána (Zwettler Tor); pohled z východu
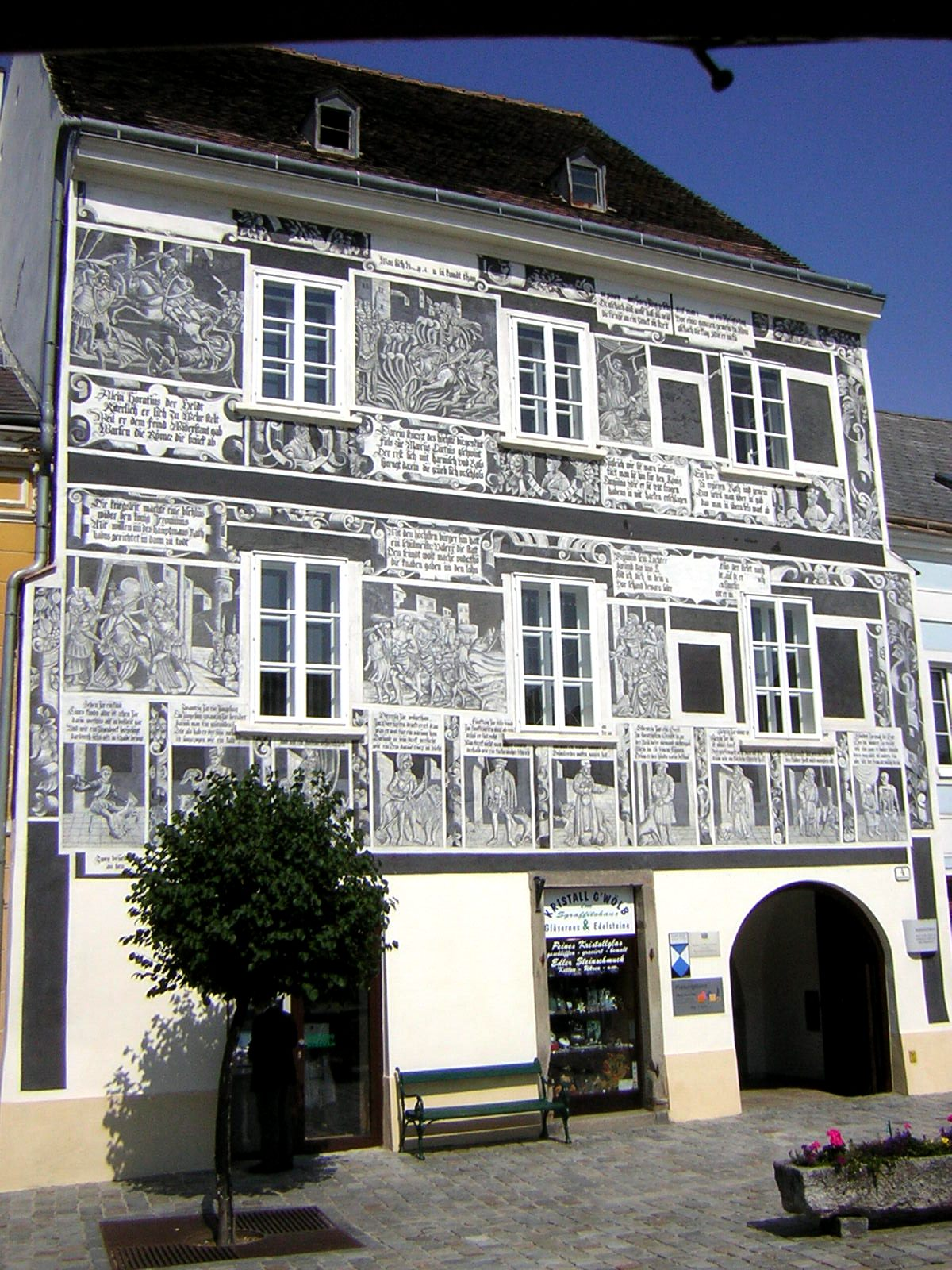
Patricijský Sgrafitový dům na náměstí z 16. století
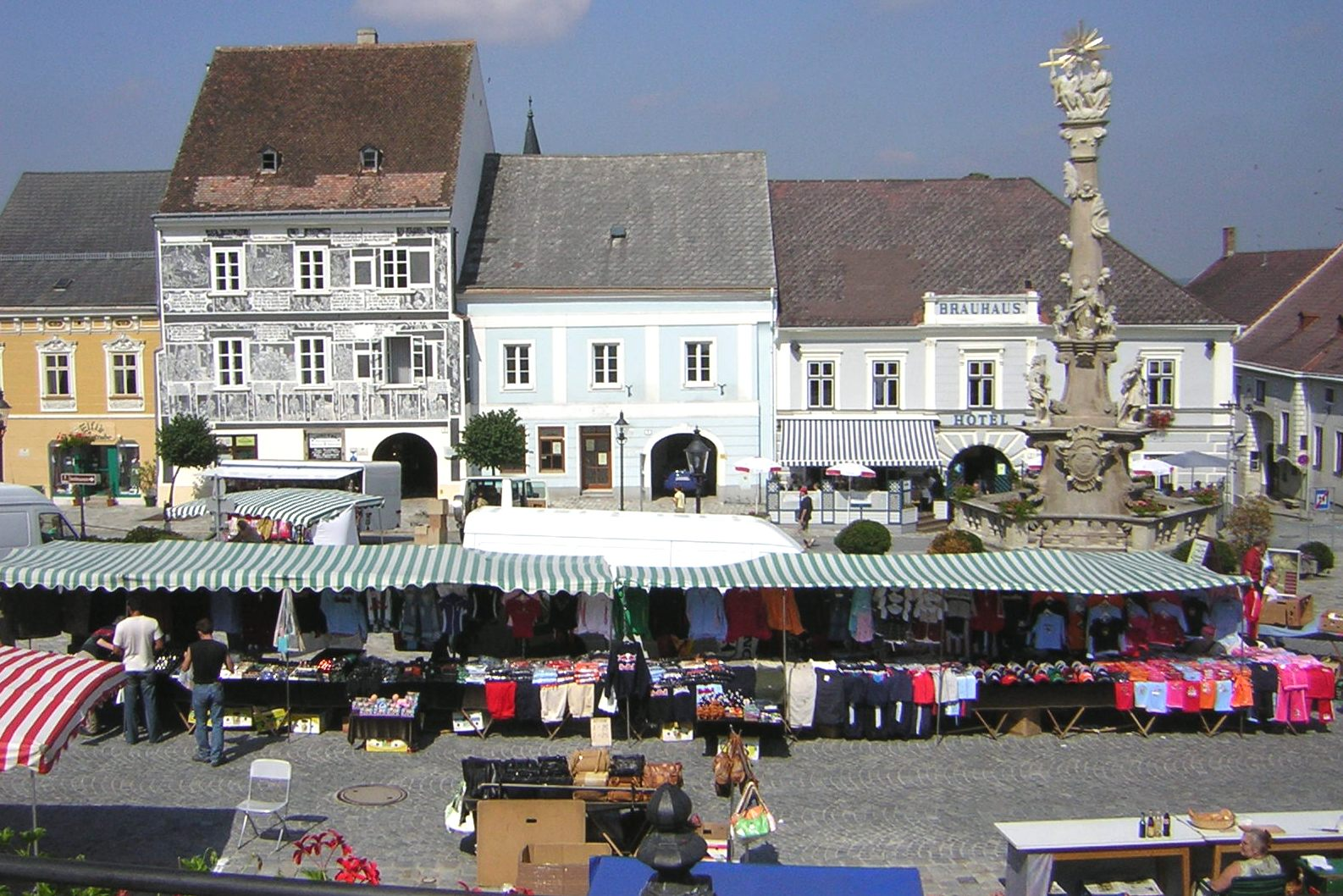
Radniční náměstí (Rathausplatz) se sloupem sv. Trojice (pohled na sever)

## Doprava a hospodářství
Weitra leží na silnici B 41 z Gmündu do Freistadtu a k jihu vede silnice B 119 do Greinu a Světlé (Zwettlu). Jediným větším podnikem ve městě je firma ASMA, zabývající se výrobou polyuretanových dílců a povlaků. Ve městě je také pivovar, v kasárnách se občas konají výcvikové kurzy, řada lidí pracuje v okolních lesích a významný je i turistický provoz, zejména v létě.

## Turismus
Provoz úzkokolejné železnice byl roku 2001 zastaven a provozuje se pouze v turistické sezóně, a to jako muzejní železnice. Pestrou nabídku pro pěší turistiku nabízí údolí Gabrielental (česky Gabrielino údolí).